# F. Marion Crawford
Francis Marion Crawford (2 de agosto de 1854 - 9 de abril de 1909) fue un escritor estadounidense, autor de gran número de novelas y de cuentos de terror.

## Biografía
Nació en Bagni di Lucca, Italia, hijo de Thomas Crawford, un escultor estadounidense. Su tía era la poetisa Julia Ward Howe. Estudió en las universidades de Cambridge, Heidelberg y Roma.
En 1879 partió a la India, donde estudió sánscrito. De vuelta a Estados Unidos, publicó, en 1882, su primera novela, Mr. Isaacs. En 1883 regresó a Italia, donde instaló su residencia permanente, lo que dio a su obra un giro original con respecto a sus contemporáneos.
Siguió publicando novelas con éxito, al tiempo que trabajos históricos: Ave Roma Immortalis (1898), Rulers of the South (1900), renombrada Sicily, Calabria and Malta en 1904, y Gleanings from Venetian History (1905).
Sus obras se ven repletas de vitalidad histórica y muestran una efectiva caracterización dramática. Gran conocedor de su país de adopción, Crawford fue el primer autor en abordar el tema de la Mafia en la literatura: Corleone (1897). Son de importancia las obras: Khaled: A Tale of Arabia, la historia de un genio que se hace humano. A Cigarette-maker's Romance, que fue adaptada al teatro, y el drama de 1902 Francesca da Rimini, interpretado en París por la actriz Sarah Bernhardt.
Algunos de sus cuentos de terror han sido incluidos a menudo en las antologías: "The Upper Berth" ("La litera de arriba") (1894), "For the Blood Is the Life" (1911, de vampiros) y "The Screaming Skull" (1911).
Crawford murió en Sorrento, Italia, en 1909, de un ataque cardíaco.

## Obra
Novelas
- Mr. Issacs (1882)
- A Roman Singer (1884)
- An American Politician (1884)
- To Leeward (1884)
- Zoroaster (1885)
- A Tale of a Lonely Parish (1886)
- Marzio's Crucifix (1887)
- Saracinesca (1887)
- Paul Patoff (1887)
- With the Immortals (1888)
- Greifenstein (1889)
- Sant Ilario (1889)
- A Cigarette-makers Romance (1890)
- Khaled: A Tale of Arabia (1891)
- The Witch of Prague (1891)
- The Three Fates (1892)
- The Children of the King (1892)
- Don Orsino (1892)
- Marion Darche (1893)
- Pietro Ghisleri (1893)
- Katharine Lauderdale (1894)
- Love in Idleness (1894)
- The Ralstons (1894)
- The Upper Berth (1894)
- Casa Braccio (1895)
- Adam Johnstons Son (1895)
- Taquisara (1896)
- A Rose of Yesterday (1897)
- Corleone (1897)
- Via Crucis (1899)
- In the Palace of the King (1900)
- Marietta (1901)
- Cecilia (1902)
- Man Overboard! (1902)
- Whosoever Shall Offend (1904)
- Soprano (1905)
- A Lady of Rome (1906)
- The Little City of Hope (1907)
- The White Sister (1909)

No ficción
- The Novel: What It Is (1893)
- Ave Roma Immortalis (1898)
- Rulers of the South (1900, también conocido como 'Sicily, Calabria and Malta', 1904)
- Gleanings from Venetian History (1905)